# Cromosoma 16

Cromátida del cromosoma 16.

El cromosoma 16 es uno de los 23 pares de cromosomas del cariotipo humano. La población posee, en condiciones normales, dos copias de este cromosoma, uno heredado de la madre y uno del padre durante la reproducción sexual. Los seres humanos poseen normalmente dos copias de este cromosoma. La identificación de genes en cada uno de los cromosomas es obtenida por medio de diferentes métodos, lo que da lugar a pequeñas variaciones en el número de genes estimados en cada cromosoma, según el método utilizado. Se estima que el cromosoma 16 posee alrededor de 90 millones de pares de bases, representando por debajo del 3% de la cantidad total de ADN del genoma.

## Genes

### Número de genes
| Base de datos | Genes codificantes de proteínas | ADN no codificante | Pseudogenes | Fecha      | Ref.               |
| ------------- | ------------------------------- | ------------------ | ----------- | ---------- | ------------------ |
| CCDS          | 807                             | --                 | --          | 26/10/2022 | [ 2 ]              |
| HGNC          | 815                             | 334                | 413         | 11/04/2025 | [ 5 ]              |
| Ensembl       | 862                             | 1 186              | 508         | 13/05/2024 | [ 6 ]              |
| UniProt       | 847                             | --                 | --          | 05/02/2025 | [ 7 ]              |
| NCBI          | 846                             | 608                | 513         | 23/08/2024 | [ 8 ] [ 9 ] [ 10 ] |

### Brazo corto (p)
NUPR1 : (16p11.2)

### Brazo largo (q)
Algunos de ellos son:
- ABCC6: ATP-binding cassette, subfamilia C (CFTR/MRP), miembro 6
- ACSF3: Acil-CoA sintetasa miembro de la familia 3
- CCL17: Quimioquina (C-C motif) ligando 17 (scya17)
- CCL22: Quimioquina (C-C motif) ligando 22 (scya22)
- CX3CL1: Quimioquina (C-X3-C motif) ligando 1 (scyd1)
- CREBBP: CREB binding protein (síndrome de Rubinstein-Taybi)
- COQ7: biosíntesis de ubiquitina
- GAN: Neuropatía axonal gigante (gigaxonina)
- LITAF: TNF lipopolisacárido-inducido
- MC1R: melanocortin-1 receptor
- MEFV: Fiebre mediterránea
- PKD1: enfermedad poliquística renal 1 (autosómica dominante)
- TAT: tirosín-aminotransferasa
- TSC2: esclerosis tuberosa 2
- CARD15: Receptor C2 similar a NOD2/NOD (NLRC2)

## Enfermedades relacionadas
Las siguientes enfermedades son algunas de las relacionadas con defectos de genes en el cromosoma 16:
- Aciduria malónica y metilmalónica combinada (CMAMMA)
- Enfermedad de Charcot-Marie-Tooth
- Enfermedad de Charcot-Marie-Tooth tipo 1
- Enfermedad de Crohn
- Enfermedad poliquística renal
- Esclerosis tuberosa
- Fiebre mediterránea familiar
- Lupus eritematoso sistémico
- Neuropatía axonal gigante
- Pseudoxantoma elástico
- Rutilismo
- Síndrome de duplicación 16p13.3
- Síndrome de deleción 16p11.2
- Síndrome de Rubinstein-Taybi
- Tirosinemia
- Trisomía 16